# Welyki Bereschzi
Welyki Bereschzi (ukrainisch Великі Бережці, russisch Великие Бережцы Welike Bereschzy, polnisch Bereżce) ist ein Dorf im Rajon Kremenez, Oblast Ternopil im Westen der Ukraine.

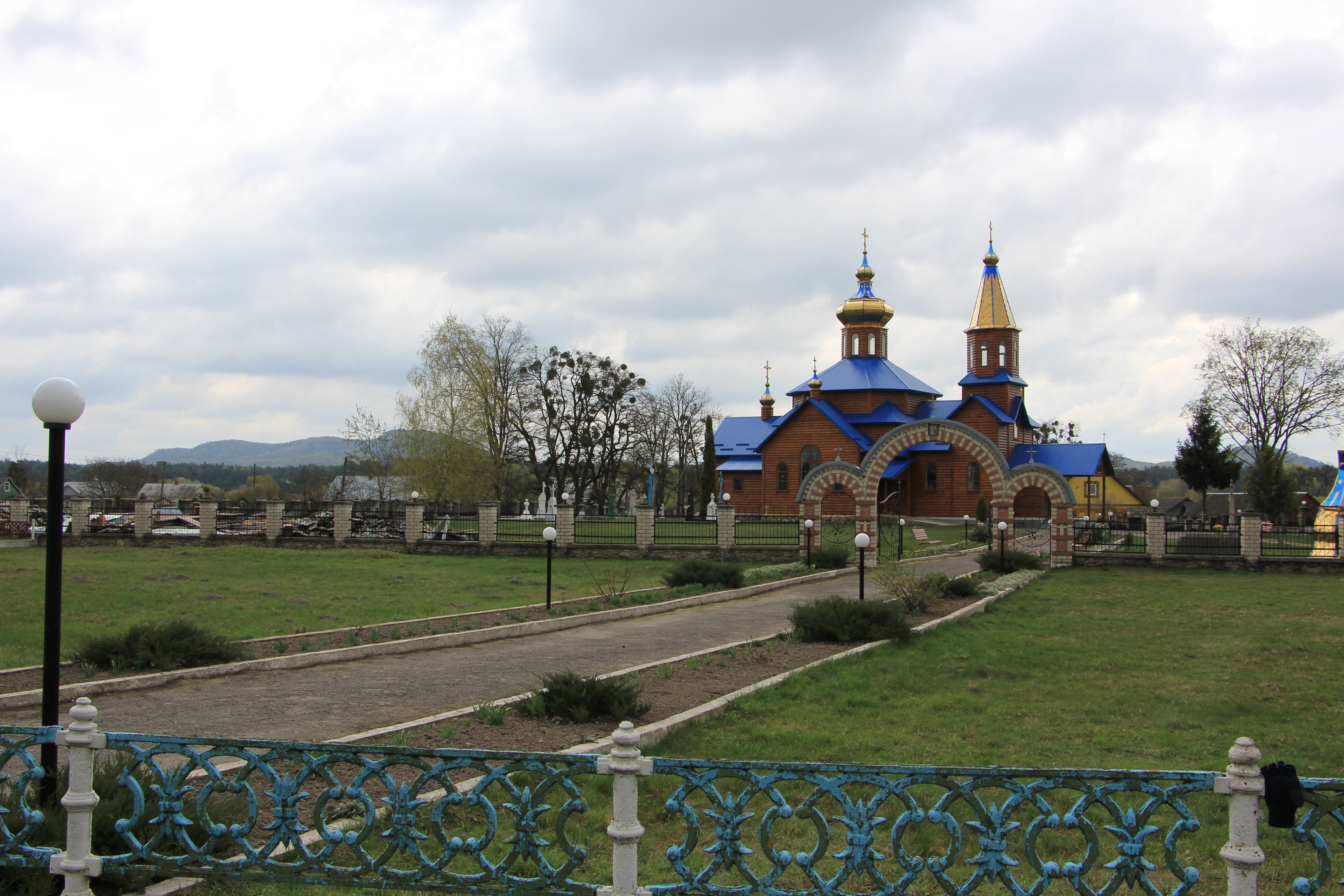
Kirche im Ort

Es liegt nördlich des Flusses Ikwa etwa 10 Kilometer westlich der Rajonshauptstadt Kremenez und 60 Kilometer nördlich der Oblasthauptstadt Ternopil.

## Geschichte
Der Ort wurde 1545 zum ersten Mal schriftlich erwähnt und gehörte zunächst zur Adelsrepublik Polen-Litauen (in der Woiwodschaft Wolhynien) und von 1795 bis 1918 zum Russischen Kaiserreich, Gouvernement Wolhynien.
Nach dem Zusammenbruch des Russischen Kaiserreichs während des Ersten Weltkriegs kam der Ort zunächst zur Westukrainischen Volksrepublik und nach dem Polnisch-ukrainischen Krieg zur Zweiten Polnischen Republik (in die Woiwodschaft Wolhynien, Powiat Krzemieniec, Gmina Bereźce). Im Zweiten Weltkrieg wurde das Dorf von September 1939 bis Sommer 1941 von der Sowjetunion und dann bis 1944 von Deutschland besetzt und hier in den Distrikt Galizien eingegliedert. Während der sowjetischen Besetzung war der Ort ab Januar 1940 bis zum Herbst des gleichen Jahres kurzzeitig Zentrum des gleichnamigen Rajons Bereschzi. Dieser wurde nach der Verlegung des Hauptortes nach Kremenez in Rajon Kremenez umbenannt.
Nach dem Ende des Krieges wurde der Ort der Sowjetunion zugeschlagen und kam dort zur Ukrainischen SSR. Seit dem Zerfall der Sowjetunion 1991 ist er ein Teil der unabhängigen Ukraine.
Während der polnischen Periode hatte der Ort das Stadtrecht, dieses wurde aber mit der sowjetischen Besetzung aufgehoben, seither hat die Ortschaft lediglich den Status eines Dorfes.
Am 12. Juni 2020 wurde das Dorf ein Teil der neu gegründeten Stadtgemeinde Kremenez im Rajon Kremenez, bis dahin bildete sie zusammen mit den Dörfern Ikwa (Іква), Mali Bereschzi (Малі Бережці) und Chotiwka (Хотівка) die Landratsgemeinde Welyki Bereschzi (Великобережецька сільська рада/Welykobereschezka silska rada) im Westen des Rajons.